# European Multilateral Clearing Facility
Die European Multilateral Clearing Facility (EMCF) ist einer der größten europäischen Zentralen Kontrahenten für das Clearing für Multilaterale Handelssysteme (MTF); das Unternehmen ist ein Joint Venture der Fortis Bank (78 %) und der NASDAQ OMX Group (22 %).

## Hintergründe
Seit dem Start am 29. März 2007 übernimmt EMCF das Clearing für den MTF Chi-X Europe. Ab dem 28. September 2008 wurde ebenfalls das Clearing für Nasdaq OMX Europe übernommen und auch BATS Trading Europe wird seit dem 31. Oktober 2008 über EMCF abgewickelt.
Im Juli 2009 wurden Absichten der London Stock Exchange bekannt, ebenfalls einen Anteil an EMCF zu erwerben. Aufgrund unterschiedlicher Preisvorstellungen wurden diese Gespräche im Juni 2010 jedoch wieder beendet.